# Indian Knoll
Indian Knoll is een archeologische plaats nabij Paradise in Muhlenberg County (Kentucky).
Opgravingen hebben geleid tot een collectie van het skeletmateriaal uit meer dan 1200 graven uit de Archaïsche periode. Sinds 1964 is de vindplaats erkend als National Historic Landmark.